# Julie Ordon
Julie Ordon (27 de junio de 1984) es una modelo y actriz suiza.

## Carrera

### Modelaje
Ordon, la más joven de cinco hermanas, se mudó a París en 1999 después de ganar un concurso de talentos y firmar un contrato con la ahora difunta agencia Madison Models. Ha aparecido en campañas de Biotherm, Tally Weijl, Guess y bebe, y ha aparecido en catálogos de Victoria's Secret. Protagonizó un comercial de Chanel, Rouge Allure lipstick,, tributo a la película de Jean-Luc Godard, Le Mépris, en la que aparecía una joven Brigitte Bardot. Ordon ha aparecido en comerciales para Carte Noir y Narta. Ha aparecido en la portada de la edición francesa de Elle varias veces, la versión francesa de Playboy en diciembre de 2007, Glamour y Cosmo. En octubre de 2009, apareció embarazada en la edición del 30 aniversario de Vogue Alemania, fotografiada por Bruce Weber. En 2010, apareció en el Sports Illustrated Swimsuit Issue.

### Actuación
Ordon hizo su debut en 2002 para la película de Cédric Anger, Novela. Realizó el papel protagonista en la película de 2003, Inquiétudes del director Gilles Bourdos. Un cameo en la película independiente de 2004, Point & Shoot dirigida por Shawn Regruto llevó a una escena en la cama junto a Daniel Craig en la película de 2008, Flashbacks of a Fool. También figuró en la película de Bollywood Befikre como "Christine".

## Vida personal
Ordon tiene cinco hermanas aunque su familia siempre se ha mantenido fuera de los focos. Su primera hija nació el 9 de agosto de 2009. El padre es David Mimran, un empresario franco-suizo e hijo de Jean Claude Mimran.